# Electronicore
Electronicore (também conhecido como synthcore ou trancecore) é um gênero musical que descreve uma fusão estilística de metalcore ou post-hardcore com a música eletrônica, mais especificamente electronica e trance, podendo ainda incorporar vários outros estilos de música eletrônica como dubstep, EDM ou música ambiente. Esta fusão tem as bandas mais notáveis oriundas da Inglaterra, Estados Unidos, Canadá, Austrália, França, e Hong Kong.

## Popularidade moderada
A Sumerian Records observa que "tem havido um excesso de música eletrônica/hardcore nos últimos tempos". I See Stars é frequentemente reconhecido como uma das melhores bandas do estilo. O álbum de estréia da banda, 3-D, era popular "entre a cena Synthcore". Enter Shikari é uma banda de electronicore que se formou em 2003 em St Albans, Inglaterra. O grupo recebeu plays internacionais nas rádios e um número substancial de prêmios musicais, desde a Kerrang!, NME, Rock Sound e Prêmios BT Digital. Eles expressam uma relação com os gêneros de música eletrônica, como trance e têm sido referidos como os "reis do trancecore". Seu segundo álbum, intitulado Common Dreads, foi lançado em 15 de Junho de 2009 e estreou na parada de álbuns do Reino Unido em 16.
A coletânea Punk Goes Pop 4, um dos muitos álbuns da seríe Punk Goes... , "apresenta algumas das melhores músicas pop que está sendo executada hoje por vários artistas de metalcore, post-hardcore e electronicore". Altsounds, uma revista de música independente, observou que houve um aumento "súbito no valor de bandas combinando estilos eletrônicos e metal em sua música. "O artigo observou que muitas das bandas que criaram música para o Punk Goes Pop 4 têm características incorporadas de electronicore, especificamente I See Stars, Woe, Is Me, e Chunk! No, Captain Chunk!.

## Características
Embora nem todas as bandas de electronicore apresentem uma mesma sonoridade, sendo algumas mais experimentais. A sonoridade marcante do estilo popularizada por bandas como Enter Shikari, Attack Attack!, Asking Alexandria (em seu álbum de estreia) e I See Stars é caracterizada pela instrumentação de metalcore ou post-hardcore baseada em sintetizadores e batidas eletrônicas, incluindo uma sonoridade agressiva com drops de guitarra (breakdowns), vocais guturais ou gritados. Por vezes pode ser utilizado vocais limpos em auto-tune. A fusão pode envolver uma variedade de outros gêneros de música eletrônica, incluindo techno, trance, dubstep, electro, dança e música ambiente.

## Bandas de electronicore
- Abandon All Ships[9][1]
- All For A Vision[21]
- Arsonists Get All the Girls[22]
- Asking Alexandria (início)[1][8][7]
- Attack Attack![1][23]
- Breathe Carolina
- Enter Shikari[19][13]
- Eskimo Callboy
- Fail Emotions
- I See Stars[4][5][1][3]
- Jamie's Elsewhere[24]
- Sky Eats Airplane[6]
- The Browning
- We Butter the Bread with Butter[25][26]
- Woe, Is Me[11]
- Fear, And Loathing In Las Vegas

### Estilos musicais relacionados
- Nintendocore é um gênero de música rock que inclui elementos de música de jogos eletrônicos, chiptunes, e 8 bits de música.[27][28][29] Trata-se de uma forma derivada de post-hardcore[27] e metalcore.[30][31]
- Crunkcore é um gênero musical que combina post-hardcore e screamo com crunk hip hop e características da música eletrônica.[32]
- Hardcore digital é um  genêro musical com fusões do hardcore punk e várias formas de música eletrônica e techno. É desenvolvido na Alemanha durante os anos 1990, e muitas vezes apresenta temas de sociológicas ou extremista esquerdo nas letras.[33][34]

### Outros tópicos
- Rock eletrônico
- Dance-punk
- Metal industrial
- Synthpunk